# Батлер, Уильям Орландо
Уильям Орландо Батлер (англ. William Orlando Butler; 19 апреля 1791 — 6 августа 1880) — американский политик и генерал-майор армии США из Кентукки. Батлер был конгрессменом-демократом от Кентукки в 1839—43 годах и кандидатом от демократов на пост вице-президента США на выборах 1848 года.

## Биография
Батлер родился в округе Джессамин в Кентукки и изучал право после окончания Трансильванского университета. Он участвовал в англо-американской войне 1812 года, принимая участия в битве на Темсе и в сражении на Новый Орлеан. После войны Батлер занимался юридической практикой, а потом недолгое время служил в Палате представителей Кентукки и Палате представителей США. В 1844 году он проиграл выборы губернатора кандидату от вигов Уильяму Оусли.
Во время американо-мексиканской войны Батлер служил генерал-майором. Он был заместителем генерала Закари Тейлора во время битвы при Монтеррее и позже сменил Уинфилда Скотта на посту командующего американскими войсками, оккупировавшими Мехико. Национальный съезд Демократической партии 1848 года выдвинул кандидатуру сенатора от Мичигана Льюиса Касса на пост президента и Батлера на пост вице-президента. Демократы надеялись, что популярность Батлера и его недавний военный опыт компенсируют статус генерала войны кандидата от вигов Закари Тейлора, но по итогам голосования Касс и Балтер потерпели поражение от Тейлора и Филлмора. Несмотря на это, он оставался активным участником демократической партии, и в 1855 году, после принятия спорного Закона Канзас-Небраска, президент Франклин Пирс предложил ему должность губернатора территории Небраска. Хотя Балтер был рабовладельцем, он выступал против расширения рабства и отклонил это назначение. Он присутствовал на Мирной конференции 1861 года, которая стремилась разрешить кризис сецессии, возникший после президентских выборов 1860 года. Во время Гражданской войны Батлер был демократом войны, поддерживая Союз. Он умер в Карролтоне в возрасте 89 лет в 1880 году.